# THE SOUL FOR THE PEOPLE 〜東日本大震災支援ベストアルバム〜
『THE SOUL FOR THE PEOPLE ～東日本大震災支援ベストアルバム～』（ザ ソウル フォー ザ ピープル ひがしにほんだいしんさい ベストアルバム）は、2011年6月29日にリリースされたDREAMS COME TRUEのベストアルバムである。

## 概要
東日本大震災被災地復興支援のために製作されたベストアルバム。印税は全て日本赤十字社を通じて寄付される。これは、期間限定ではなく、長期間にわたって寄付される。2012年3月に約1335万円が寄付された。
発売はDCT recordsだが、収録曲はそれ以外のレコード会社で発売された曲も収録されている。その中にはソニー・ミュージック系列であるエピックレコードジャパン時代の曲である「a little waltz」が含まれているが、iTunes Storeではそれまでのソニー系楽曲とは扱いが異なり、アルバム一括購入の形のみであるものの、ダウンロード可能となっている。
本作はレンタルでは特別に洋盤扱いとなり、発売日から約1年後（2012年7月11日）がレンタル開始日となっている。購入を促進する意図だったのかは不明。発売元はNAYUTAWAVE RECORDSで従来と同じであり、洋楽アーティストのレーベルというわけでもない。
LIVE DVD・Blu-ray『THE LIVE!!! 2010 〜ドリ×ポカリと生ラブセン〜』と同時発売。

## 収録曲
1. a little prayer
14thアルバム『AND I LOVE YOU』収録曲。
2. 何度でも
37thシングル。東日本大震災発生後、ラジオ局にもっともリクエストが寄せられた曲である。
3. TRUE, BABY TRUE.
44thシングル。
4. その先へ feat. FUZZY CONTROL
47thシングル。
5. MERRY-LIFE-GOES-ROUND
44thシングル。
6. ねぇ
48thシングル。
7. MIDDLE OF NOWHERE
45thシングル「連れてって 連れてって」のカップリング。
8. 空を読む
37thシングル「何度でも」のカップリング。
9. 朝がまた来る
24thシングル。
10. 愛するこころ
9thアルバム『SING OR DIE』収録曲。
11. IT'S ALL ABOUT LOVE
32ndシングル。このアルバムの中では唯一の英語詞の曲であり、歌詞カードには日本語詞も載っている。
12. a little waltz
6thアルバム『MAGIC』収録曲。

## 演奏
- 吉田美和
  - Vocal, Vocal Arrangement
  - Backing Vocals, Backing Vocal Arrangement (#1-10.12)
  - Hand Clap (#2.3.5)
  - Cymbals (#2)
  - Tambourine (#6)
  - Whistle (#7)
- 中村正人
  - Electric Bass
  - Backing Vocal (#1-6.8)
  - All Instruments Performance by MIDI System (#1-10.12)
  - Hand Clap (#2.3.5)
  - Backing Vocal Arrangement (#2.8.9.10.12)
  - Brass Arrangement (#10)
  - Keyboards Programming (#11)
- デイヴィッド・T・ウォーカー
  - Electric Guitar (#1.10)
  - Voice (#1)
- 武藤良明
  - Electric Guitar (#1.3)
  - Acoustic Guitar (#3)
- 大谷幸
  - Rhodes (#1)
  - Electric Piano (#2)
  - Acoustic Piano (#5.9)
- 松本幸弘
  - Hi-Hat (#1)
  - Drums, Tambourine (#2)
  - Brush Snare Drum, Cymbal & Hand Clap (#5)
- グレッグ・アダムス：Trumpet & Brass Arrangement (#1)
- Barry Danielian：Trumpet (#1)
- Dave Mann：Tenor Sax & Baritone Sax (#1)
- Ozzie Melendez：Tenor Trombone (#1)
- 今泉洋
  - Acoustic Guitar (#2.8)
  - Electric Guitar (#2)
- JUON (FUZZY CONTROL)
  - Acoustic Guitar (#4.6)
  - Electric Guitar (#4.6.7)
  - Vocal &Backing Vocal (#4)
- SATOKO (FUZZY CONTROL)
  - Drums, Additional Cymbal & Backing Vocal (#4)
  - Toms, Cymbals, Hand Clap (#7)
- JOE (FUZZY CONTROL)：Electric Bass & Backing Vocal (#4)
- 吉川忠英：Banjo (#5)

1. GATZ：Acoustic Guitar (#5)

- 田中充：Trumpet (#5)
- 川上鉄平：Trumpet (#5)
- 本間将人
  - Tenor Saxophone (#5)
  - Alto Saxophone, Additional Brass Arrangement (#7)
- 五十嵐誠
  - Trombone (#5.7)
  - Additional Brass Arrangement (#5)
- 村上秀一：Drums (#6)
- 塩谷哲：Acoustic Piano (#6)
- 佐々木史郎：Trumpet (#7)
- SISTER USAGI：Hand Clap (#7)
- Paul Dunne
  - Acoustic Guitar (#9)
  - Electric Guitar (#10)
- 西川隆宏
  - Manipulating (#10.12)
  - Backing Vocal (#12)
- Geoff Dunne：Drums (#10)
- Jess Bailey：Piano & Hammond Organ (#10)
- Raul D' Oliveira, Martin Drover：Trumpet (#10.12)
- Nick Pentelow：Saxophone (#10.12)
- Peter Thoms：Trombone (#10.12)
- Mark Hudson：Acoustic Guitar, Backing Vocals, Vocal & Backing Vocal Arrangement (#11)
- Damon Lee：Backing Vocal, Backing Vocal Arrangement, Acoustic Guitar, Electric Guitar, Keyboards & Drums Programming  (#11)
- Brian Sperber：Electric Guitar (#11)
- 濱田尚哉：Drums (#12)
- Scaila Kanga：Harp (#12)
- Neil Taylor：Electric Guitar (#12)